# PC Gamer
PC Gamer ist ein Print- und Onlinemagazin des britischen Verlags Future plc, das in mehreren Ländern verlegt wird.

## Publikationen

### Britische Ausgabe
Die PC Gamer war das erste Magazin von Future in Großbritannien, das sich exklusiv auf Berichterstattung für Windows-Spiele konzentrierte. Es stand lange Zeit in Konkurrenz zur PC Zone, bis diese ebenfalls von Future übernommen wurde. Die PC Gamer zeichnete sich insbesondere durch umfangreiche Berichte aus. Im Vergleich zur PC Zone wies sie zuletzt die stärkeren Umsatzzahlen auf.
Auflage:
- Januar – Juni 2005: 57.023 Exemplare/Monat[1]
- Januar – Juni 2007: 41.599 Exemplare/Monat[2]
- Juli – Dezember 2007: 38.654 Exemplare/Monat[3]
- Januar – Juni 2008: 32.619 Exemplare/Monat[4]

### US-Ausgabe
Die US-Ausgabe des Magazins startete mit der Ausgabe Mai/Juni 1994 und besitzt eine eigenständige Redaktion. Ende 1999 übernahm Futures US-amerikanisches Verlagsunternehmen Imagine Media das Konkurrenzheft PC Games (US) des IDG-Verlags und verschmolz es mit der PC Gamer.
Auflage:
- 2003: 309.460 Exemplare[6]

### Deutscher Ableger

Logo der PC Player von Heft 11/1999 bis zur Einstellung

Im Juli 1999 übernahm Future das bereits seit 1992 laufende deutsche Printmagazin PC Player von der WEKA Holding. Im Zuge der Übernahme wurde das Design der PC Player an die PC Gamer angeglichen und das Magazin somit als deutsches Schwestermagazin der PC Gamer aufgebaut, unter anderem ergänzt durch übersetzte Berichte des US-Magazins. Im Sommer 2001 stellte Future sämtliche Aktivitäten auf dem deutschen Markt ein und die PC Player wurde aufgelöst.

### Weitere Lokalableger
- Australien (August 1998 bis 2004)
- Malaysia (bis Dezember 2011)
- Russland
- Schweden
- Spanische Ausgabe PC Juegos y Jugadores

### Onlineauftritt
Die ursprüngliche Website der PC Gamer UK wurde 2007 zusammen mit anderen Publikationen von Future (u. a. PC Zone, Xbox World 360, PlayStation World, PSM3, NGamer) unter dem Dach der Website Computer and Video Games zusammengefasst. 2010 startete Future mit pcgamer.com einen neuen gemeinsamen Auftritt seiner beiden englischsprachigen Ausgaben.